# Silverio Montaguti

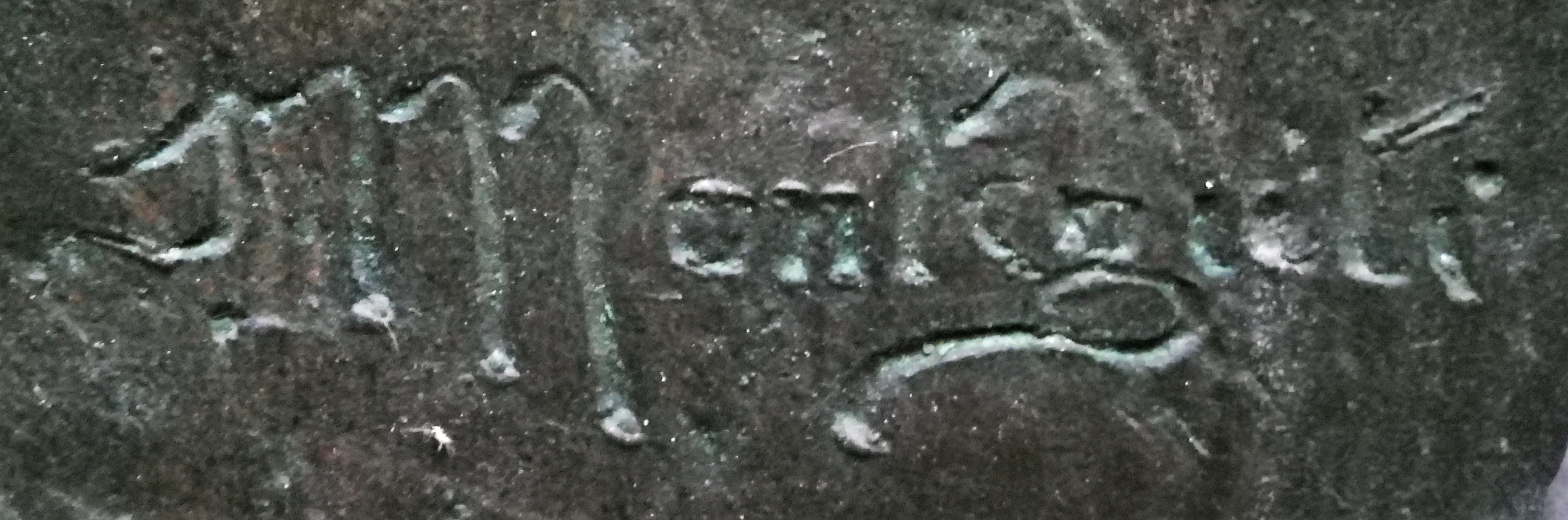
Firma di Silverio Montaguti

Silverio Montaguti (Castelfranco Emilia, 1870 – Bologna, 1947) è stato uno scultore italiano.

## Carriera

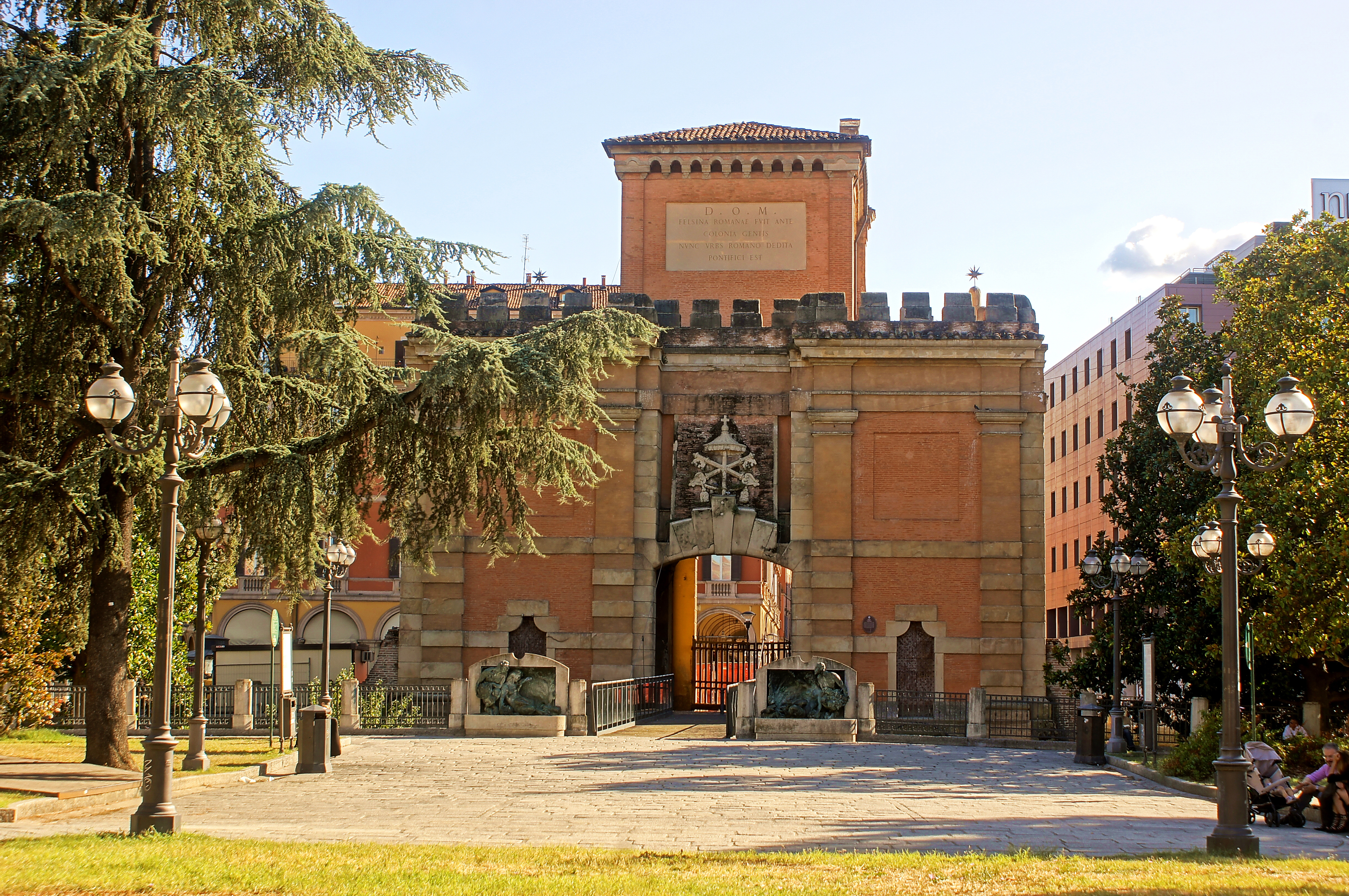
I fauni di Montaguti davanti a Porta Galliera

Figura eclettica di artista, Silverio Montaguti si forma all'Accademia di belle arti di Bologna dove frequenta i corsi di Silvio Gordini ed Enrico Barberi. Diplomatosi in scultura nel 1897, partecipa a numerosi concorsi pubblici e vince il Premio Curlandese del 1903 con il bassorilievo L'aratura. Assiduo frequentatore delle mostre dell'Associazione per le Arti Francesco Francia, si aggiudica per due volte il primo premio per la scultura: nel 1903 con il gesso Selcini, che inaugura una serie di opere ispirate alla vita lavorativa delle classi più umili, e nel 1912 con Per la civiltà e per la patria, gruppo plastico che con crudo verismo commemora i caduti della guerra italo-turca.
Sagace e sensibile interprete della realtà del suo tempo, affianca al duro realismo dei temi sociali soluzioni intimiste di gusto liberty e simbolista. Rappresentativi di quest'ultimo clima artistico sono i due altorilievi in bronzo con coppie di fauni realizzati nel 1910 per le fontane del Mercato delle Erbe di via Ugo Bassi e ora situati a Porta Galliera. Opera tra le più conosciute ed efficaci di Montaguti, unisce un senso classico del modellato all'ironia del racconto esaltata dai maliziosi giochi d'acqua e dagli atteggiamenti licenziosi delle figure.
Nel novembre del 1913 trovano definitiva collocazione nell'atrio del Teatro Comunale le targhe di Richard Wagner e Giuseppe Verdi. Alla posa convenzionale dei busti dei due compositori, Montaguti oppone la modellazione liberty con accenti espressionistici degli sfondi. Questi influssi drammatici, riscontrabili principalmente sullo sfondo del bassorilievo verdiano, sono probabile conseguenza dell'attenzione conservativa dello scultore verso il patrimonio artistico della propria città, culminante nel 1914 con l'inizio del restauro del Compianto sul Cristo morto di Niccolò dell'Arca.
Nel 1924 esegue Di qui non si passa, la raffigurazione di un militare italiano della I Guerra Mondiale in ricordo dei valorosi militi di Castelfranco Emilia, sua città di nascita. Eretto per iniziativa delle Associazioni Combattentistiche, del Comune e di un comitato appositamente istituito, l'opera viene inaugurata in piazza della Vittoria, luogo dal quale viene rimossa verso la fine degli anni Cinquanta per essere collocata presso i giardini pubblici di via Zanasi, al fine di permettere la costruzione del nuovo municipio. 
Fu docente all'accademia di belle Arti di Bologna ed ebbe come allievi gli scultori Enrico Manfrini e Cesarino Vincenzi.

## Stile

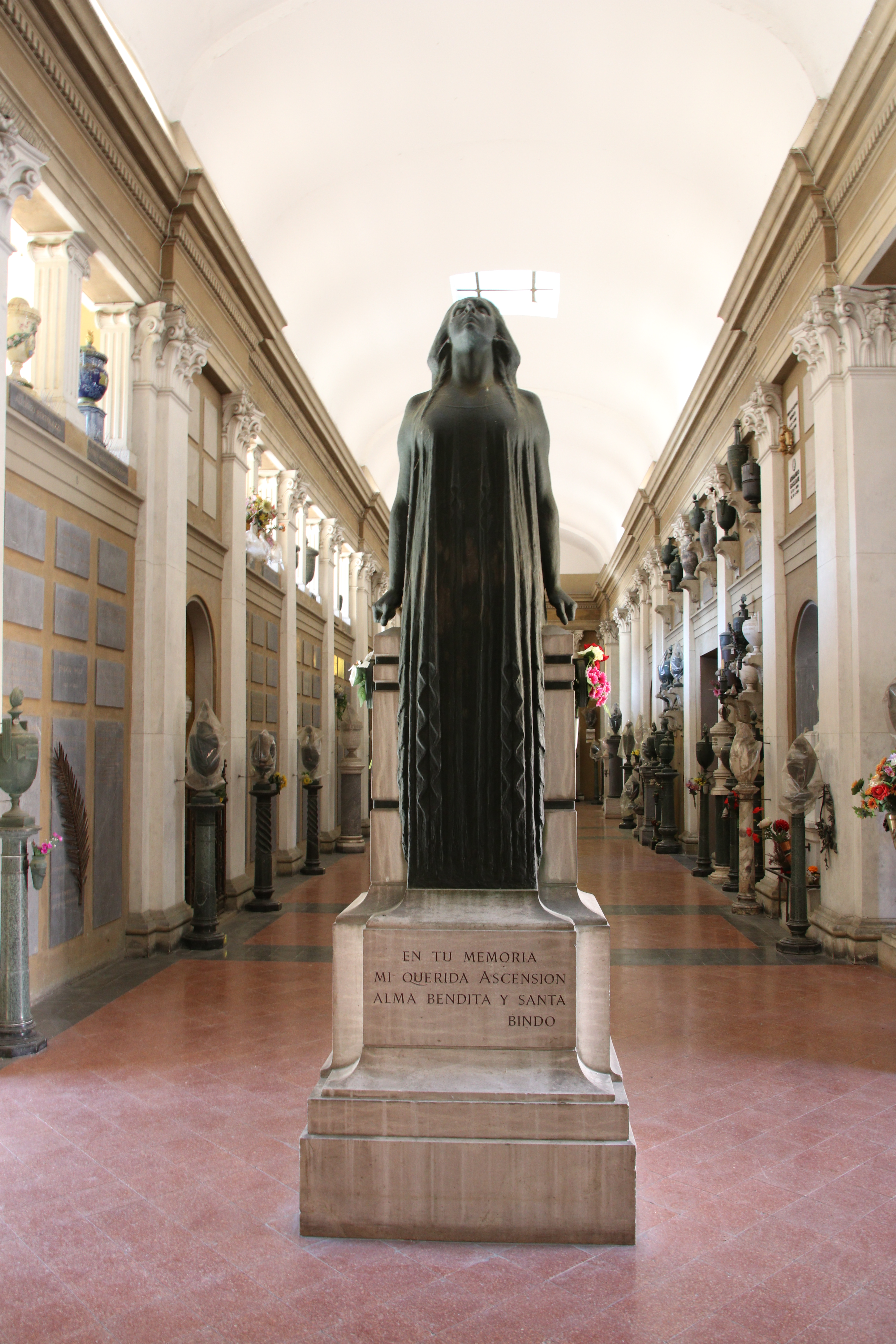
Tomba Rimini nel Cinerario del cimitero monumentale della Certosa di Bologna.

Figura di rilievo nel panorama culturale bolognese della prima metà del Novecento, Montaguti ha saputo creare nelle sue opere una raffinata sintesi plastica rielaborando costantemente il realismo ottocentesco con i differenti linguaggi artistici di quegli anni. Ne sono un puntuale esempio le numerose commissioni private realizzate nel cimitero cittadino dove all'essenzialità dei medaglioni-ritratto alterna il pregevole e vigoroso modellato delle tombe De Napoli, Zamorani, Zironi e Rimini. Apre questa lunga serie di opere il bassorilievo in bronzo raffigurante Le Marie al sepolcro di Cristo eseguito nel 1905 per la famiglia De Napoli dove a un rigore compositivo di marca ottocentesca, appreso alla scuola del Barberi, unisce elementi aggiornati alla nuova maniera liberty-simbolista. Splendidamente inserito nel gusto floreale tipicamente bolognese è invece il rilievo posto nel 1911 sulla fossa Zamorani mentre la statua del Dolore della tomba Rimini dimostra l'adeguarsi dell'artista negli anni Venti al linguaggio decò.
Artista versatile tuttavia poco valorizzato, Montaguti si rivela un aggiornato scultore, un meticoloso restauratore e uno stimato insegnante non solo in ambito accademico.
Nell'ambiente artistico di Ferrara, Montaguti è conosciuto invece per la sua attività di ritrattista: del 1919 è il busto in gesso del pittore Giovanni Battista Crema, oggi conservato al Museo d'arte moderna e contemporanea Filippo de Pisis e il ritratto del patriota Stefano Gatti-Casazza (1918 ca., bronzo), donato dal pronipote Stefano Paolucci delle Roncole, collocato nel Museo del Risorgimento e della Resistenza.

## Opere
Nella Certosa di Bologna:
- Tomba Magagnoli, 1913
- Tomba Riguzzi, 1922
- Tomba Gaspari, medaglione con ritratti
- Tomba De Napoli
- Monumento Zamorani
- Monumento Zironi
- Monumento Rimini.

### Altre opere
- Nudo di Ragazza con mano sulla fronte, bronzo, 1912 ca. Collezione Privata, Piacenza.
- Il Fante, bronzo/ fusione travertino, 1924. Monumento ai caduti, Giardini pubblici "Gildo Guerzoni", Castelfranco Emilia (MO).[6]